# دیوید اسمیت (ورزشکار)
دیوید اسمیت (انگلیسی: David Smith; ۱۰ آوریل ۱۸۸۰ – ۱۵ اوت ۱۹۴۵) ورزشکار ورزش تیراندازی اهل آفریقای جنوبی بود.
وی در مسابقات کشوری و بین‌المللی در مجموع برندهٔ ۱ مدال نقره شده‌است.

### ۱۹۲۴ پاریس
او در بازی های المپیک تابستانی ۱۹۲۴ در رویدادهای زیر شرکت کرد:
- تفنگ آزاد تیمی

- تفنگ آزاد ۶۰۰ متر